# Hagiești (okręg Jałomica)
Hagiești – wieś w Rumunii, w okręgu Jałomica, w gminie Sinești. W 2011 roku liczyła 163 mieszkańców.